# کانر برانسون
کانر برانسون (انگلیسی: Conor Branson؛ زادهٔ ۱۴ نوامبر ۱۹۹۱) بازیکن فوتبال اهل بریتانیا است.
از باشگاه‌هایی که در آن بازی کرده‌است می‌توان به باشگاه فوتبال بارنزلی و باشگاه فوتبال گایزلی اشاره کرد.